# نهائي كأس إسبانيا 1945
```
نهائي كأس إسبانيا 1945
  هو النهائي 43 . لعبت المباراة النهائية في 
ملعب لويس كومبانيس الأولمبي
 
ببرشلونة
 ، في 24 جوان 1945 ، وفاز بها 
أتلتيك بيلباو
 بعد تغلبه على 
نادي فالنسيا
 3-2 .
```